# Troféu Joan Gamper de 2025
O Troféu Joan Gamper de 2025 foi a sexagésima edição deste deste torneio internacional de futebol interclubes, de caráter amistoso e, como em todas as edições, teve como país-anfitrião a Espanha. O Barcelona enfrentou o Como, vencendo por 5–0. Esta foi a primeira participação do Como no torneio, o mesmo funciona como um jogo de apresentação da equipe catalã na temporada.

## Jogo
| 10 de agosto de 2025 | Barcelona                                                      | 5 x 0 | Como | Estádio Johan Cruyff, Barcelona |
| 16:00 (GMT -3)       | Fermín López (21', 35') Lamine Yamal (42', 49') Raphinha (37') |       |      |                                 |